# Phoebe Banks
Phoebe Banks (Leeds, 14 dicembre 2000) è una tuffatrice britannica specializzata nella piattaforma.

## Carriera
Phoebe Banks ha vinto, insieme a Ruby Bower, la medaglia d'oro nel sincro 10 m agli Europei di Kiev 2017. Lo stesso anno, sempre insieme a Bower, è giunta pure al secondo posto nel sincro 10 m agli Europei giovanili che si sono svolti a Bergen, in Norvegia.
Nel 2018 si è piazzata sesta nella piattaforma 10 m agli Europei giovanili di Helsinki e nel sincro 10 m ha iniziato a gareggiare in coppia con Emily Martin, con cui ha vinto un bronzo nel corso dei medesimi campionati e poi l'argento ai Mondiali giovanili di Kiev. 
Insieme ad Emily Martin ha vinto la medaglia d'argento ai campionati europei di Kiev 2019, classificandosi al secondo posto dietro la coppia italiana formata da Noemi Batki e Chiara Pellacani.

## Palmarès
- Europei di nuoto/tuffi

Kiev 2017: oro nel sincro 10 m.
Kiev 2019: argento nel sincro 10 m.
- Mondiali giovanili

Kiev 2018: argento nel sincro 10 m.
- Europei giovanili

Bergen 2017: argento nel sincro 10 m.
Helsinki 2018: bronzo nel sincro 10 m.